# Dworek (Białoruś)
Dworek (biał. Дварок; ros. Дворок) – wieś na Białorusi, w obwodzie grodzieńskim, w rejonie mostowskim, w sielsowiecie Kuryłowicze, przy drodze republikańskiej  i na terenie Rezerwatu Krajobrazowego Puszcza Lipiczańska.
W dwudziestoleciu międzywojennym leżał w Polsce, w województwie nowogródzkim, w powiecie słonimskim, w gminie Kuryłowicze.